# Brenda K. Starr
Brenda K. Starr (født 15. oktober 1966) er en amerikansk/puertoricansk sangerinde.
Brenda K. Starr er født og opvokset i New York og var især aktiv i 1980'erne med sin latininspirerede dance pop. I dag indspiller hun næsten udelukkende salsamusik.
I 1980'erne sang Mariah Carey kor for Starr og det var med hendes hjælp, at Carey landede en kontrakt med Tommy Mottola og det daværende CBS Records (nuværende Sony Music).
Mariah Carey genindspillede i 1998 Starrs hit "I Still Believe" som en hyldest og en tak til hende.